# Вальх, Борис Сергеевич
Вальх Борис Сергеевич (27 ноября 1876 г., х. Введенский, Бахмутский уезд — 12 апреля 1942 г., Артёмовск) — русский и советский врач, зоолог.

## Биография
Борис Сергеевич Вальх родился 27 ноября 1876 года в хуторе Введенский Бахмутского уезда Екатеринославской губернии (ныне — в составе села Новобахмутовка Ясиноватском районе Донецкой области) в семье дворянина-землевладельца Сергея Ивановича Вальха.
Окончил Павлоградскую гимназию, в 1896 г. поступил в Харьковский национальный университет имени В. Н. Каразина на медицинский факультет, однако параллельно ему было разрешено учиться на естественно-историческом отделении физико-математического факультета. Именно в это время здесь преподавали профессор П. П. Сушкин (1868—1928) — академик, основатель советской школы орнитологов, приват-доцент В. И. Талиев (1868—1928) — известный ботаник и лидер движения за заповедное дело в Российской Империи, что способствовало формированию мировоззрения Б. С. Вальха и сделало из него настоящего исследователя природы.
В течение 1910—1912 г. Б. С. Вальх стажировался в Харькове. Впоследствии как медик был направлен в Бахмут, позже Мариуполь. Работал в Швеции и Бухаре. В 1921 г. он возвращается в Бахмут, где создаёт краеведческий музей и становится первым его директором (1923—1925).
В период с 1920 до 1923 года проводились губернские, уездные конференции с представителями всех уездных образовательных, политико-просветительских учреждений и музейных учреждений губернии. Они имели, главным образом, отчётный и организационный характер и выдвигали на обсуждение первоочередные задачи работы среди населения региона. На первой губернской конференции политико-просветительских органов Донбасса, которая прошла в г. Бахмуте в период с 11 до 15 января 1922 года, за пять дней работы конференции были заслушаны доклады о политико-образовательной работе в Донбассе; задачи и методы агитационной и пропагандистской работы; состояние борьбы с неграмотностью; о работе художественного сектора; о проведенной работе в Красной армии; о работе среди молодежи и о состоянии музейно-выставочно-экскурсионного дела.
Бурное обсуждение вызвал доклад Б. С. Вальха о состоянии музейного, выставочного и экскурсионного дела, в частности он отметил, что эта работа имеет в регионе большое пропагандистское значение благодаря своей наглядности, которая не требует от посетителей музеев, выставок и экскурсий никакой дополнительной подготовки. По определению Вальха, «…хороших музеев в настоящее время у нас немного; будучи наследием прошлого, они в большинстве случаев являются кунсткамерами. Нам нельзя организовывать музеи случайного характера — необходимо в каждом уездном центре иметь музей, объединяющий разные отрасли музейной работы и иллюстрирующий именно местный край и местную жизнь. В губернском центре» [Бахмут] «мы имеем меньше возможностей в этом отношении, чем на местах из-за тяжелых квартирных условий, отсутствия производственных возможностей». В своём докладе он подробно обосновал необходимость расширения музейной сети губернии: следует при клубах создавать музейные центры как основу будущих музеев, привлекать к развертыванию музейной работы квалифицированных руководителей.
В дальнейшем к 1937 г. Б. С. Вальх работал на Артёмовской станции защиты растений в медицинской клинике. Спасаясь от сталинских репрессий, в 1937 г. вместе с семьёй переезжает в Туркменистан, где возглавляет Иолотанскую тропическую станцию и борется с малярией. В Бахмут (Артемовск) вернулся в 1941 г., перед самой войной. Работал главным врачом. Умер 12 апреля 1942 г. в Артёмовске (Бахмуте).

## Научная и природоохранная деятельность
Основные научные интересы: орнитология, энтомология, териология, таксидермия.
Б. С. Вальхом был открыт новый вид курганской мыши «Mus sergii» Valch (1928). Им впервые были проведены исследования орнитофауны бывшей Екатеринославской губернии. В ходе исследований была собрана большая зоологическая коллекция (чучела мелких млекопитающие, птиц, препараты змей, лягушек, коллекция энтомофауны), которая была позже передана Академии наук Азербайджана. Чучела птиц были переданы в Артёмовский краеведческий музей.
Принимал участие в общественной деятельности — при его участии в 1927 г. стали заповедными Белосарайская коса и Каменные Могилы в Донецкой области.

## Научные публикации
- Вальхен Б. С. Материалы для орнитологии Екатеринославской губернии // Тр. О-ва естествоиспытателей природы Харьковск. ун-та. — Харьков, 1900. — Т. 34. — 90 сек.
- Вальхен Б. Материалы для орнитологии Екатеринославской губернии. Перечень птиц, найденных в губернии с 1892 по 1910 гг. // Орнитолог. вестник. — 1911. — № 3-4. — С. 242—271.
- Вальхен Б. С. Къ вопросу объ ожидаемомъ нашествіи мышей и мерахъ къ их уничтоженію (съ определительной таблицей) // Бюл. о вредит. сельск. хоз-ва и мерах борьбы с ними. — Харьков, 1914. — N 2. — С. 33-44.
- Вальхен Б. С. О новом виде мыши («Mus sergii» sp. nova) // Тр. Харк. тов-ва испыт. прир. — 1927. — 50, вып. 2. — С. 49-50.
- Вальхен Б. С. Выхухоль в Серебрянском лесном массиве Артемовского округа // Украинский охотник и рыболов. — Харьков, 1928. — № 4. — С. 19-21.
- Вальхен Б. С. К вопросу о значении большого баклана в рыбном хозяйстве Азовского моря // Украинский охотник и рыболов. — 1930. — № 11-12.
- Вальхен Б. С. Фауна птиц Харьковского «университетского сада» раньше и теперь // Вестник естествознания. — 1931. — № 1-2. — С. 46-49.

## Память
В 2007 году по случаю 130-летнего юбилея со дня рождения Б. С. Вальха, в Днепропетровске проведены Первые Вальховские чтения — рабочая встреча орнитологов степного Поднепровья, и выпущен сборник статей «Птицы степного Приднепровья: прошлое, настоящее, будущее: Материалы Первых Вальховских чтений».

## Источник
- Борейко В. Е. Вальх Борис Сергеевич // Словарь деятелей охраны природы — 2-е изд., доп. — Киев, Киев. экол.-культур. центр, 2001—521 С.